# Louis Wintergerst
Louis Wintergerst (* 13. Oktober 1913 in Esslingen am Neckar; † 21. März 1977 in Stuttgart) war ein deutscher Bauingenieur.

## Biografie
Nach dem Studium an der TH Stuttgart arbeitete er ab 1936 im Brückenbaubüro der Reichsautobahn in Stuttgart und Köln. Ab 1938 war er in der Gruppe von Fritz Leonhardt beim Bau der Rheinbrücke Köln-Rodenkirchen, einer großen Hängebrücke, tätig. Er übernahm 1939 von Fritz Leonhardt die Bauleitung, als dieser von Fritz Todt für großangelegte Stadtbauplanungen in München eingespannt wurde. 1946 bis 1948 setzte er seine Arbeit für Fritz Leonhardt und dessen Ingenieurbüro beim Neubau der Deutzer Brücke in Köln fort.
1949 gründete er ein eigenes Ingenieurbüro in Esslingen und wurde Prüfingenieur. Er war noch an sechs weiteren Rheinbrücken beteiligt (Theodor-Heuss-Brücke (Düsseldorf), Rheinkniebrücke, Oberkasseler Brücke, Josef-Kardinal-Frings-Brücke (Düsseldorf), Rheinbrücke Speyer (A 61), Rheinbrücke Maxau).
Er hielt Patente für Brückenlager.

## Schriften
Außer den in den Fußnoten zitierten Schriften.
- mit E. Beyer: Neue Brückenlager, neue Pfeilerform, Bauingenieur, Band 1960, S. 277
- mit F. Leonhardt: Über die Brauchbarkeit von Bleigelenken. Versuchsergebnisse und Erfahrungen – Vorschlag einer neuen Bestimmung, Beton- und Stahlbetonbau, Band 56, Mai 1961, S. 123–131